# Cantón de Breteuil (Oise)
El cantón de Breteuil era una división administrativa francesa, que estaba situada en el departamento de Oise y la región de Picardía.

## Composición
El cantón estaba formado por veintitrés comunas:
- Ansauvillers
- Bacouël
- Beauvoir
- Bonneuil-les-Eaux
- Bonvillers
- Breteuil
- Broyes
- Chepoix
- Esquennoy
- Fléchy
- Gouy-les-Groseillers
- La Hérelle
- Le Mesnil-Saint-Firmin
- Mory-Montcrux
- Paillart
- Plainville
- Rocquencourt
- Rouvroy-les-Merles
- Sérévillers
- Tartigny
- Troussencourt
- Vendeuil-Caply
- Villers-Vicomte

## Supresión del cantón de Breteuil
En aplicación del Decreto n.º 2014-196 de 20 de febrero de 2014, el cantón de Breteuil de Oise fue suprimido el 22 de marzo de 2015 y sus 23 comunas pasaron a formar parte del nuevo cantón de Saint-Just-en-Chaussée.